# Peniophora tamaricicola
Peniophora tamaricicola är en svampart som beskrevs av Boidin & Malençon 1961. Peniophora tamaricicola ingår i släktet Peniophora och familjen Peniophoraceae.   Inga underarter finns listade i Catalogue of Life.